# Lijst van burgemeesters van Wijhe
Dit is een lijst van burgemeesters van de voormalige Nederlandse gemeente Wijhe in de provincie Overijssel tot de gemeente op 1 januari 2001 opging in de nieuwe gemeente Olst-Wijhe:
| Ambtsperiode | Naam burgemeester                                   | Partij of stroming | Bijzonderheden                                                             |
| ------------ | --------------------------------------------------- | ------------------ | -------------------------------------------------------------------------- |
| 1811         | Reint Wolter Sloet tot Marxvelt                     |                    | maire                                                                      |
| 1812-1856    | Gilles Schouten (1790-1857)                         |                    | aanvankelijk maire, daarna schout, ten slotte burgemeester                 |
| 1857-1862    | Willem Christiaan Theodoor van Nahuys (1820-1901)   |                    | was burgemeester van Stad en Ambt Ommen, werd burgemeester van Enschede    |
| 1863-1900    | mr. Frédéric Louis Rambonnet                        |                    |                                                                            |
| 1901-1929    | mr. Gerrit Schimmelpenninck                         |                    |                                                                            |
| 1929-1942    | Hendrik Aukes Leenstra                              |                    |                                                                            |
| 1944-1945    | H. Bouwens                                          |                    |                                                                            |
| 1945-1946    | K. Nijland                                          |                    | waarnemend, was wethouder                                                  |
| 1946-1978    | mr. Jan Willem Cornelis Tellegen                    |                    |                                                                            |
| 1978-1986    | mr.drs. Hubertus Nicolaas Antonius Jacobus Zijlmans | VVD                | werd burgemeester van Beuningen                                            |
| 1986-1996    | Gerrit Jan Polderman                                | VVD                | werd burgemeester van Tietjerksteradeel                                    |
| 1996-2000    | ing. Bert (Lambertus G.) Hinnen                     | PvdA               | waarnemend, was burgemeester van Zweeloo, werd burgemeester van Olst-Wijhe |